# Ramat Moledet
Ramat Moledet (hebrejsky: רמת מולדת) je náhorní plošina o nadmořské výšce 72 metrů v severním Izraeli, na pomezí Dolní Galileji a příkopové propadliny Jordánského údolí.
Leží cca 22 kilometrů jihojihozápadně od města Tiberias a cca 10 kilometrů severozápadně od města Bejt Še'an. Jde o podmnožinu rozsáhlejší planiny Ramot Isachar, která tvoří součást mohutného terénního zlomu, jenž sleduje v délce desítek kilometrů Jordánské údolí podél jeho západní strany. Do toho zlomového pásu patří severně odtud vrchoviny Ramat Kochav, Ramat Porija nebo Hory Naftali, jižně odtud pohoří Gilboa. Na jihovýchodní straně je ohraničení vysočiny nezřetelné, protože plynule navazuje na další části výšin Ramot Isachar, konkrétně Ramat Cva'im oddělenou mělkým údolím toku Nachal Cva'im. Na východní a severní straně tvoří poněkud ostřejší hranici tok Nachal Jisachar, na jehož protější straně se zvedá daleko výraznější vysočina Ramat Kochav. Zcela pozvolný je přechod do dalších sektorů vysočiny Ramot Isachar na západní straně. Strmější terénní modelace je na jižní straně, kde vysočina spadá do Charodského údolí, respektive do jeho výběžku Bik'at ha-Šita.
Vlastní vrcholové partie Ramat Moledet jsou mírně zvlněné, odlesněné a zemědělsky využívané. Nejvyšší kóta vysočiny má zcela nevýrazný charakter. Osídlení je zde řídké a je soustředěno do dvou vesnic Moledet a Ramat Cvi.